# San Ignacio del Sara
San Ignacio del Sara ist eine Ortschaft im Departamento Santa Cruz im Tiefland des südamerikanischen Anden-Staates Bolivien.

## Lage im Nahraum
San Ignacio del Sara ist der zentrale Ort des Cantón San Ignacio del Sara im Municipio Portachuelo in der Provinz Sara. Der Ort liegt auf einer Höhe von 279 m im Feuchtgebiet zwischen Río Yapacaní und Río Piraí.

## Geographie
San Ignacio del Sara liegt im tropischen Feuchtklima vor dem Ostrand der Anden-Gebirgskette der Cordillera Oriental. Die Region ist erst in den letzten Jahrzehnten erschlossen worden und war vor der Kolonisierung von Monsunwald bedeckt, ist heute aber größtenteils Kulturland.
Die mittlere Durchschnittstemperatur der Region liegt bei knapp 25 °C (siehe Klimadiagramm San Pedro), die Monatswerte schwanken zwischen 21 °C im Juni/Juli und 26 bis 27 °C von Oktober bis März. Der Jahresniederschlag beträgt fast 1500 mm, die Monatsniederschläge sind ergiebig und liegen zwischen 50 mm im Juli und 250 mm im Januar.

## Verkehrsnetz
San Ignacio del Sara liegt in einer Entfernung von 100 Straßenkilometern nordwestlich von Santa Cruz, der Hauptstadt des Departamentos.
Von Santa Cruz aus führt die asphaltierte Nationalstraße Ruta 4 über Warnes und Montero nach Portachuelo, und von dort aus weiter 398 Kilometer in westlicher Richtung nach Cochabamba und weitere 376 Kilometer bis nach Tambo Quemado an der chilenischen Grenze.
Zehn Kilometer hinter Portachuelo zweigt eine Landstraße in nordwestlicher Richtung ab, die über San Ignacio del Sara nach Santa Rosa del Sara führt, wo sie auf die ost-westlich verlaufende Ruta 35 trifft.

## Bevölkerung
Die Einwohnerzahl der Ortschaft war in den vergangenen beiden Jahrzehnten nur geringfügigen Schwankungen unterworfen:
| Jahr | Einwohner | Quelle       |
| ---- | --------- | ------------ |
| 1992 | 374       | Volkszählung |
| 2001 | 407       | Volkszählung |
| 2012 | 366       | Volkszählung |
| 2024 |           | Volkszählung |